# Symfonie nr. 69 (Haydn)
De Symfonie nr. 69 is een symfonie van Joseph Haydn, gecomponeerd in 1775 of 1776. De symfonie heeft als bijnaam Laudon, afkomstig van de uitgever van Haydn.

## Bezetting
- 2 hobo's
- 2 fagotten
- 2 hoorns
- 2 trompetten
- Pauken
- Strijkers

## Delen
Het werk bestaat uit vier delen:
1. Vivace
2. Un poco adagio piu tosto andante
3. Menuetto en trio
4. Finale: Presto

1 · 2 · 3 · 4 · 5 · 6 (Le Matin) · 7 (Le Midi) · 8 (Le Soir) · 9 · 10 · 11 · 12 · 13 · 14 · 15 · 16 · 17 · 18 · 19 · 20 · 21 · 22 (De Filosoof) · 23 · 24 · 25 · 26 (Lamentatione) · 27 · 28 · 29 · 30 (Halleluja) · 31 (Hoornsignaal) · 32 · 33 · 34 · 35 · 36 · 37 · 38 (Echo) · 39 · 40 · 41 · 42 · 43 (Mercurius) · 44 (Treursymfonie) · 45 (Afscheidssymfonie) · 46 · 47 (Palindroom) · 48 (Maria Theresia) · 49 (La Passione) · 50 · 51 · 52 · 53 (L'Impériale) · 54 · 55 (De schoolmeester) · 56 · 57 · 58 · 59 (Vuursymfonie) · 60 (Il distratto) · 61 · 62 · 63 (La Roxelane) · 64 (Tempora mutantur) · 65 · 66 · 67 · 68 · 69 (Laudon) · 70 · 71 · 72 · 73 (La chasse) · 74 · 75 · 76 · 77 · 78 · 79 · 80 · 81

88 · 89 · 90 · 91 · 92 (Oxford)